# Samuel Amo-Ameyaw
Samuel Christian Osaze Amo-Ameyaw (Hackney, 18 luglio 2006) è un calciatore inglese, attaccante dello Strasburgo.

## Carriera

### Club
Ha iniziato a giocare a calcio nel settore giovanile del Tottenham per poi passare al Southampton nel 2022. Il 28 maggio 2023 ha fatto il suo esordio in prima squadra nell'incontro di prima divisione inglese pareggiato 4-4 contro il Liverpool ed il 24 luglio successivo ha firmato il suo primo contratto professionistico. Il 28 agosto 2024 ha segnato il suo primo gol in carriera nella trasferta di Coppa di Lega vinta 5-3 contro il Cardiff City.
Il 3 febbraio 2025 è stato ceduto in prestito con diritto di riscatto allo Strasburgo, club della prima divisione francese. Qui nella seconda metà della stagione 2024-2025 gioca 9 partite in campionato, segnando anche 2 reti; il 26 giugno 2025 il club francese esercita il diritto di riscatto, acquistandolo così a titolo definitivo.

### Nazionale
Ha giocato con le nazionali giovanili inglesi Under-16, Under-18, Under-18 e Under-19. Nel 2023 ha partecipato al campionato mondiale Under-17 dove ha segnato una rete in 4 incontri.

## Statistiche

### Presenze e reti nei club
Statistiche aggiornate al 28 marzo 2025.
| Stagione        | Squadra         | Campionato      | Campionato | Campionato | Coppe nazionali | Coppe nazionali | Coppe nazionali | Coppe continentali | Coppe continentali | Coppe continentali | Altre coppe | Altre coppe | Altre coppe | Totale | Totale | Totale |
| Stagione        | Squadra         | Comp            | Pres       | Reti       | Comp            | Pres            | Reti            | Comp               | Pres               | Reti               | Comp        | Pres        | Reti        | Pres   | Reti   |        |
| --------------- | --------------- | --------------- | ---------- | ---------- | --------------- | --------------- | --------------- | ------------------ | ------------------ | ------------------ | ----------- | ----------- | ----------- | ------ | ------ | ------ |
| 2022-2023       | Southampton     | PL              | 1          | 0          | FACup+CdL       | 0               | 0               | -                  | -                  | -                  | -           | -           | -           | 1      | 0      |        |
| 2023-2024       | Southampton     | FLC             | 3          | 0          | FACup+CdL       | 3+1             | 0               | -                  | -                  | -                  | -           | -           | -           | 7      | 0      |        |
| 2024-feb. 2025  | Southampton     | PL              | 2          | 0          | FACup+CdL       | 0+2             | 0+1             | -                  | -                  | -                  | -           | -           | -           | 4      | 1      |        |
| feb.-giu. 2025  | Strasburgo      | L1              | 2          | 1          | CF              | 0               | 0               | -                  | -                  | -                  | -           | -           | -           | 2      | 1      |        |
| Totale carriera | Totale carriera | Totale carriera | 8          | 1          |                 | 6               | 1               |                    | -                  | -                  |             | -           | -           | 14     | 2      |        |